# Tinakula
O Tinakula é um estratovulcão cônico que forma uma ilha ao norte de Nendo, na província de Temotu, nas Ilhas Salomão. Encontra-se no extremo norte das Ilhas de Santa Cruz. Tem cerca de 3,5 quilômetros de largura e uma elevação de 851 metros acima do nível do mar, subindo de três a quatro quilômetros do fundo do mar. O vulcão foi registrado pela primeira vez em erupção em 1595, quando Álvaro de Mendaña passou e documentou sua erupção.